# Martin Zentgraf
Martin Zentgraf  (* 20. Mai 1955 in Mainz) ist ein deutscher evangelischer Theologe. Er war Pfarrer und Dekan in Frankfurt am Main, später in Leitungsfunktionen bei verschiedenen diakonischen Trägern, wo er sich insbesondere einen Namen auf dem Gebiet der Schwesternschaften/Gemeinschaften in der Diakonie machte.

## Leben
Zentgraf studierte ab 1974 Evangelische Theologie in Bonn, ab 1978 Ökumenische Theologie in Genf. Ab 1982 studierte er Philosophie bei Karl-Otto Apel und Jürgen Habermas an der Johann Wolfgang Goethe-Universität Frankfurt am Main, wo er sich mit deren Ansätzen zur Diskursethik auseinandersetzte.
Nach Abschluss der Ausbildung zum Pfarrer 1982 war er wissenschaftlicher Mitarbeiter an der Universität Bonn, wo er bei Gerhard Sauter 1983 promoviert wurde. Anschließend war er Pfarrer und ab 1990 auch Dekan in Frankfurt am Main und engagierte sich dort zum Thema Gegenwartskunst und Kirche.
1998 wurde er als Vorstandsvorsitzender der Stiftung Friedenswarte nach Bad Ems berufen, 2001 (bis 2021) als Vorstandsvorsitzender des Hessischen Diakonievereins nach Darmstadt – ab 2003 auch Vorstandsvorsitzender der Dachstiftung des Hessischen Diakonievereins. Gleichzeitig war er von 2011 bis 2015 stellvertretender Vorstand der Agaplesion gAG und von 2008 bis 2021 Vorstandsvorsitzender des Zehlendorfer Verbandes für Evangelische Diakonie.
Er lebt heute in Darmstadt und ist weiterhin Vorstand im Hessischen Diakonieverein und dessen Dachstiftung.

## Auszeichnungen
- Verdienstkreuz am Bande der Bundesrepublik Deutschland 2023[8][9]
- Kronenkreuz in Gold der Diakonie Deutschland 2020

## Zugehörigkeit
- Rechtsritter des Johanniterordens